# Impatiens vidalii
Impatiens vidalii är en balsaminväxtart som beskrevs av Joseph Dalton Hooker. Impatiens vidalii ingår i släktet balsaminer, och familjen balsaminväxter. Inga underarter finns listade i Catalogue of Life.